# Syrian Post
Syrian Post (tiếng Ả Rập: المؤسسة السورية للبريد) là công ty chịu trách nhiệm về dịch vụ bưu chính ở Syria và được thành lập theo sắc lệnh tổ chức số 1936 ngày 10 tháng 7 năm 1975. Công ty này được chính phủ Syria tạo dựng một cách hợp pháp dưới dạng hợp tác xã.

## Liên minh Bưu chính Thế giới
Syria gia nhập Liên minh Bưu chính Thế giới vào ngày 15 tháng 5 năm 1946.

## Lịch sử
Tem của Pháp, Ai Cập và Ottoman đã được sử dụng ở Syria trước khi nước này trở thành một quốc gia độc lập.